# Trioza arctica
Trioza arctica är en insektsart som beskrevs av Hodkinson 1978. Trioza arctica ingår i släktet Trioza och familjen spetsbladloppor. Inga underarter finns listade i Catalogue of Life.